# موزه محرم
موزهٔ محرم (خانهٔ دکتر صحتی) مربوط به اواخر دوره قاجار - دوره پهلوی است و در تبریز، خیابان شهید مطهری، کوچه گوگانی واقع شده و این اثر در تاریخ ۸ خرداد ۱۳۷۸ با شمارهٔ ثبت ۲۳۳۶ به‌عنوان یکی از آثار ملی ایران به ثبت رسیده است.

## خصوصیات
سر در این بنا که دارای تزیینات آجری است حکایت از این دارد که این دو بنا به یک مجموعه متعلق بوده‌است در خانه غربی پس از سر در ورودی از طریق یک هشتی با چند پله گرد وارد حیاط می‌شویم بنا در قسمت شمال حیاط از سه طبقه تشکیل شده‌است طبقه زیر زمین دارای طاق بندی و پوشش طاقی بوده یک حوضخانه در قسمت مرکزی قرار گرفته و از اتاق‌های همجوار ان به صورت انباری و سردابه استفاده می‌شده‌است یک راه پله داخلی از پشت حوضخانه ارتباط طبقه زیر زمین را با طبقه همکف برقرار می‌سازد.
در طبقه همکف چند اتاق قرار دارد که محل زندگی افراد خانواده بوده‌است ارتباط طبقه همکف با طبقه اول از طریق یک راه پله بزرگ مرکزی صورت می‌گیرد در طبقه اول یک تالار بزرگ در مرکز به همراه دو اتاق در دو طرف تالار مشاهده می‌گردد در نمای این بنا ازا تزیینات آجری استفاده شده‌است این بنا با حدود ۸۴۴ متر مربع زیر بنا متعلق به اواخر دوره قاجار و در حال حاضر متروکه است و در نظر است پس از مرمت به موزه علم و کتاب تبدیل گردد.

## موزه
موزهٔ محرم در ۳ طبقه بوده و ۴۰۹ متر مربع مساحت دارد و به مطالعهٔ ابعاد عاشورا پرداخته‌است. این بنا در اوایل دورهٔ پهلوی به‌عنوان حسینیه مورد استفاده قرار می‌گرفته‌است. در حیاط موزه، نماد اسب حسین بن علی، در طبقهٔ اول، انواع پرچم، چراغ، شمع، طوق، علم و گهوارهٔ نذری و در طبقهٔ دوم، ابزار و نوشته‌های مربوط به سوگواری و تعزیه‌خوانی به نمایش درآمده‌است.

## نگارخانه

پنجهٔ علم (طبقهٔ اول)
نشان عزاداری حجلهٔ قاسم بن حسن (هشترود)
نمونهٔ زنجیرهای مورد استفاده در مراسم زنجیرزنی
علم عزاداری (جلفا)